# 33-я пехотная дивизия (вермахт)
33-я пехотная дивизия (нем. 33. Infanterie-Division) — тактическое соединение сухопутных войск вооружённых сил нацистской Германии периода Второй мировой войны.

## История
33-я дивизия была сформирована 1 апреля 1936 во время первой волны формирования вооружённых сил Германии. Относилась к XII военному округу, базировалась в Дармштадте. Участвовала в польской кампании вермахта в сентябре 1939, с того момента по май 1940 года находилась на оккупированных территориях Польши. В мае 1940 года была переброшена к западным границам Германии и участвовала во вторжении во Францию. Сражалась в Арденнах и Бельгии, прорываясь через Сомму к Луаре. До сентября 1940 года входила в состав оккупационных войск во Франции, после чего была отозвана в XII военный округ и в ноябре 1940 года на основе этой пехотной дивизии была создана 15-я танковая дивизия. Дивизия получила 8-й танковый полк, но лишилась 110-го пехотного полка, который был передан в 112-ю пехотную дивизию. Конский состав дивизии был передан в IX военный округ, где поступил в распоряжение 129-й пехотной дивизии.

## Состав дивизии
- 104-й пехотный полк (Infanterie-Regiment 104)
- 110-й пехотный полк (Infanterie-Regiment 110)
- 115-й пехотный полк (Infanterie-Regiment 115)
- 33-й артиллерийский полк (Artillerie-Regiment 33)
- 33-й батальон АИР (Beobachtungs-Abteilung 33)
- 33-й дивизион ПТО (Panzerabwehr-Abteilung 33)
- 33-й разведывательный батальон (Aufklärungs-Abteilung 33)
- 33-й сапёрный батальон (Pionier-Bataillon 33)
- 33-й батальон связи (Nachrichten-Abteilung 33)
- войска подчинявшиеся командиру снабжения 33-й пехотной дивизии (Infanterie-Divisions-Nachschubführer 33)
  - санитарная служба 33-й пехотной дивизии (Sanitätsdienste 33)

## Командиры
| Время командования            | Звание                 | Имя                     |
| ----------------------------- | ---------------------- | ----------------------- |
| 6 марта 1936 – 3 февраля 1938 | Генерал-майор          | Ойген риттер фон Шоберт |
| 1 марта 1938 – 29 апреля 1940 | Генерал артиллерии     | Герман риттер фон Шпек  |
| 29 апреля – 5 октября 1940    | Генерал-лейтенант      | Рудольф Зинтцених       |
| 5 октября – 1 ноября 1940     | Генерал танковых войск | Фридрих Кюн             |

## Награждённые Рыцарским крестом Железного креста
- Вильгельм Циренер, 13.07.1940 - обер-лейтенант, командир 3-й роты 33-го сапёрного батальона
- Рудольф Зинтцених, 15.08.1940 - генерал-майор, командир 33-й пехотной дивизии